# Patricia Peñalver
Patricia Peñalver (Madrid, 30 de septiembre) es una actriz española popularmente conocida por sus papeles en las series de televisión El final del camino, Águila Roja y Las chicas del cable. Su trayectoria cinematográfica incluye la película El ritual de Lily que se estrenará próximamente y  Perdidos en el oeste de Nickelodeon.

## Biografía
Haciendo diferentes campañas de publicidad desde los seis años, comenzó sus estudios de interpretación en la escuela Metropolis C.E., 2011 a 2014, que después completó en estudio work in progress bajo la dirección de Darío Facal. Su debut interpretativo tuvo lugar en un capítulo de la cuarta temporada de la serie juvenil La pecera de Eva, en 2010, donde coincidió con la actriz Alexandra Jiménez.
En 2015 hace su primer papel protagonista en la película Perdidos en el oeste con el papel de Luna, dirigida por Rafael Montesinos y coprotagonizada por Joe Abadal, Pol Nubiala y Nuria Herrero.
En 2016 rodó en la serie Águila Roja el papel de Jimena junto al actor Eusebio Poncela, del que es amante y escribe un diario describiendo sus encuentros sexuales, tras un robo en su domicilio el diario cae en manos de la santa inquisición. La dirección del capítulo fue realizada por Miguel Alcantud.
En junio de 2016 le confirman su fichaje en la serie El final del camino en la que interpreta a doña Urraca y en la que comparte cartel con actores como Antonio Velázquez, Javier Rey, Cristina Castaño, Asier Etxeandia, Ismael Martínez, Begoña Maestre, Jaime Olías y Maxi Iglesias, entre otros. La serie se emitió en enero de 2017 en La 1 y TVG.
En 2018 se informa[cita requerida] de su fichaje por la serie Las chicas del cable producida por Bambú Producciones para la plataforma, Netflix, en la que interpreta a Perla y en la que comparte cartel junto a Yon González, Blanca Suárez, Maggie Civantos, Ana Fernández García y Nadia de Santiago, entre otros.
En 2021 participa en la película Poliamor para principiantes dirigida por Fernando Colomo y próximamente se estrenará el film dirigido por Manu Herrera El ritual de Lily dando vida al papel de Lola.

## Filmografía

### Series de televisión
| Año  | Serie                | Papel          | Cadena      | Notas |
| ---- | -------------------- | -------------- | ----------- | ----- |
| 2010 | La pecera de Eva     | Lucía          | Tele 5      |       |
| 2012 | IP-LaSerie           | Esther         | Youtube     |       |
| 2015 | Águila Roja          | Duquesa Jimena | La 1        |       |
| 2016 | El final del camino  | Doña Urraca    | La 1        |       |
| 2017 | Centro médico        | Judith         | La 1        |       |
| 2018 | Las chicas del cable | Perla          | Netflix     |       |
| 2019 | Geonestesia          | Alicia         | Atresmedia  |       |
| 2021 | El Pueblo            | Marta          | Prime Vídeo |       |
| 2023 | Cuéntame como pasó   | Adela          | TVE         |       |

### Cine
| Año  | Título               | Personaje | Director        |
| ---- | -------------------- | --------- | --------------- |
| 2015 | Perdidos en el oeste | Luna      | Rafa Montesinos |
| 2024 | El ritual de Lily    | Lola      | Manu Herrera    |

### Cortometrajes
- La última película papel coprotagonista, dirigido por Barbara Fernández (2021)
- Yuggoth papel protagonista, dirigido por Dani Lardón (2020)
- Out of the realms papel coprotagonista, dirigido por JJ Torres (2019)
- Coffee stories papel coprotagonista, dirigido por Andrés Sánchez Belzunces (2018)
- Polisemia papel coprotagonista, dirigido por Rebeca Saray (2018)
- Pura Energía papel coprotagonista, dirigido por Francisco García - Funkopata (2017)
- Por ti, Madrid papel coprotagonista, dirigido por Jurek jablonicky (2014)
- Golpeados papel coprotagonista, dirigido por Rosana Lorente (2014)
- Lady Boom papel protagonista, dirigido por William Corr Hawkins (2013)
- 2a B Papel coprotagonista, dirigido por David Torres (2013)
- Gatos callejeros dirigido por Pedro Rapado (2013)
- Fragmentos dirigido por Radu Mihailescu (2013)
- Life thieves papel protagonista, dirigido por Miguel Zavala (2013)
- Esnuff dirigido por Iñaki Sánchez (2013)
- Jugando con la suerte dirigido por Carlota Muro Ancos (2012)
- 5 dirigido por Jorge Sirvent (2012)
- 3..2..1... Corten!! dirigido por Nacho Iglesias (2011)
- Porque te quiero dirigido por Carlos Lucas López (2010)
- El juego dirigido por Lone Hernández (2006)

## Teatro
- Viernes, dirigido por Naim Thomas (papel de Elisa). (2024)
- Baladas de la carcel de Lucca, dirigido por Antonio Dyaz (papel extraña en el callejón). (2023)
- La imperfección del Héroe, dirigido por Jose Luis Dacal (papel de La Chica). (2023)
- Abyssalis, dirigido por Patricia Peñalver (papel de Patricia). (2022)
- Metamorphosis, dirigido por Patricia Peñalver. (2020)
- Instantánea, dirigido por Patricia Peñalver. (2019)
- Neocasticismo, dirigido por Patricia Peñalver (papel de Victoria Kamhi). (2019)
- Victoria, dirigido por Patricia Peñalver (papel de Victoria Kamhi). (2018)
- Hamlet, dirigido por Darío Facal (papel de Hamlet). (2018)
- Amor con Seltz, festival Surge Madrid, dirigido por Agustina Botinelli. (2018)
- Que pinto yo aquí?, dirigido por Patricia Peñalver. (2015)
- Dark Stage - dirigido por Zenón Recalde, Rosana Lorente y Esther Santos Tello. (2015)
- Medea Despojada, dirigido por Lucía Díaz-Tejeiro. (2015)
- No es tan Fácil, dirigido por Clara Cosials. (2014)
- El Manolo, compañía Clásicos de hoy. (2014)
- Jacques o la sumisión, dirigido por Sheila Beltran. (2013)
- Plastic Idol, dirigido por Jean Cruz y Patricia Peñalver. (2013)
- Grumitos de Cacao, dirigido por Franz Gómez. (2012/2013)
- Peter Pan, dirigido por Joaquín Pérez (papel de Wendy). (2008)

## Premios
- 2013: Premio a la mejor actriz en el concurso de teatro Galileo Galilei y primer premio del público a la obra Plastic Idol.